# Gaby, Aostadalen
Gaby är en ort och kommun i regionen Aostadalen i nordvästra Italien. Kommunen hade 467 invånare (2017) och har italienska och franska som officiella språk.